# Hymenophyllum apiculatum
Hymenophyllum apiculatum är en hinnbräkenväxtart som beskrevs av Georg Heinrich Mettenius och Oskar Kuhn. Hymenophyllum apiculatum ingår i släktet Hymenophyllum och familjen Hymenophyllaceae. Inga underarter finns listade.